# Göttorp
Göttorp är en bebyggelse väster om Götene och norr om riksväg 44 i Husaby socken i Götene kommun. Mellan 2015 och 2020 avgränsade SCB här en småort.